# Spilosoma palliventata
Spilosoma palliventata là một loài bướm đêm thuộc phân họ Arctiinae, họ Erebidae.